# Trautmann Henrik
Trautmann Henrik Károly Sándor (Stájerlak, 1863. július 8. – Budapest, 1932. december 16.) közgazdász, egyetemi tanár.

## Életpályája
Szülei Trautmann Károly és Fritz Mária voltak. Az egyetem elvégzése után Budapesten 1884–1889 között a Röser-féle kereskedelmi iskolában oktatott. 1890–1896 között a IX. kerületi kereskedelmi középiskola tanára volt. 1896–1898 között a Kereskedelmi Akadémia pedagógusa volt. 1898–1921 között a Keleti Kereskedelmi Akadémia és a felsőkereskedelmi iskola tanárképző intézeténe oktatója volt. 1921–1923 között a Kereskedelmi Akadémia igazgatója lett. 1923–1926 között a felsőkereskedelmi iskolák főigazgatója lett. 1926–1932 között a budapesti egyetem közgazdaságtudományi karán az üzemgazdaságtan nyilvános rendes tanára volt.
Hosszabb időn át szerkesztette a Kereskedelmi Szakoktatás című folyóiratot.
Sírja a Fiumei úti sírkertben található (46/1-1-16).

## Művei
- A könyvvitelrendszer újabb alakzatai a fizetések nagy folyamatában (Budapest, 1890)
- Kereskedelmi könyvvitel (I – II. Budapest, 1891–1893)
- Kereskedelmi ismeretek (Budapest, 1896)
- Magyar kettős könyvvitel (Budapest, 1897)
- A könyvvitel tankönyve (Budapest, 1901)
- Folyószámlák (Budapest, 1903)
- Könyvvitel (Budapest, 1904)
- Ipari könyvviteltan (Budapest, 1905)
- Kereskedelmi alapismeretek (Kuntner Róberttel, Budapest, 1925)